# Трентиналья, Эрардо
Эрардо Трентиналья (итал. Erardo Trentinaglia; 1 апреля 1889, Венеция — 3 июня 1950, Венеция) — итальянский композитор.
Окончил Венецианский музыкальный лицей, ученик Этторе Касселлари (скрипка) и Мецио Агостини (композиция).
Автор оперы «Росмунда» (1929, либретто Сема Бенелли на основе его собственной пьесы), премьера которой состоялась в театре Ла Скала под управлением Эдоардо Гварньери. Вторая опера, «Праздник» (итал. La festa), также по Бенелли, осталась неоконченной. Написал также сюиту для оркестра, две сонаты для скрипки и фортепиано, небольшие вокальные и инструментальные пьесы.
В 1931—1932 гг. председатель временного совета, управлявшего театром Ла Скала. C 1947 г. суперинтендант (управляющий директор) венецианского оперного театра Ла Фениче.
Вилла Трентинальи, приобретённая композитором в 1922 году в Стрезе, считается памятником архитектуры и истории культуры. Сын композитора, адвокат Итало Трентиналья, в память о своём отце основал в 1962 году в Стрезе музыкальный фестиваль, в городке есть улица, носящая имя Трентинальи (итал. Viale Maestro Erardo Trentinaglia).